# 一溴甲硅烷
一溴甲硅烷是一种卤代甲硅烷，化学式SiH3Br。它是无色气体，会自燃，对热稳定。一溴甲硅烷固态时呈正交晶系，空间群Cmc21（No. 36）。

## 制备
一溴甲硅烷可以由甲硅烷和溴化氢在100-200℃，溴化铝催化下反应而成，副产物为二溴甲硅烷：
{\displaystyle \mathrm {2\ SiH_{4}+3\ HBr\ {\xrightarrow {AlBr_{3},100-200^{o}C}}\ SiH_{3}Br+SiH_{2}Br_{2}+3\ H_{2}} }
它也可以由苯硅烷和溴化氢反应而成。
{\displaystyle \mathrm {C_{6}H_{5}SiH_{3}+HBr\longrightarrow SiH_{3}Br+C_{6}H_{6}} }